# 信用違約交換
信用違約交換 （英語：credit default swap，縮寫CDS）也稱貸款違約保險，是信貸与保险的衍生性金融商品之一，是一種可供投資人規避信用風險的契約，由承受信用風險的一方（買方）與另外一方（賣方）進行交換，在契約期間買方需定期支付一筆固定的費用給賣方（類似權利金的概念），以換取在違約事件（Credit Event）發生時，有權將持有的債券以面額賣給賣方，此債劵面額即為契約的名目本金。當CDS越高時，代表銀行的信用風險越高，買方所受到的風險很高，越有可能之後賣不出去，因此較不願意用高價買入，使得CDS價格很低。
合約由兩個法人交易，一個稱為買方（信貸違約時受保護的一方），另一個稱為賣方（保障買方於信貸違約時損失）。主要为约定期内信用违约提供一个高比率的保险业务，若擔保方没有足够的保证金，会來相当大的投机行为。若保证金充足，其意义在于为買方提供被违约时的本金保障。
當買方在有抵押下借款予第三者（欠債人），而又擔心欠債人違約不還款，就可以向CDS賣方（信用違約交換合約提供者）買一份有關該欠債人的合約／保險。這份合約相當於買保險，買方通常需定時繳納保險費否則合約失效，直至欠債人還款完成為止。倘若欠債人違約不還款（或其他合約指定情況，令人相信欠債人無力或無打算依時還款），買方可以拿抵押物向賣方索償，換取應得欠款；違約風險交換給賣方。賣方所賺取的是倘若欠債人依約還款時的合約金／保險費。
有些信用違約交換合約不需要以抵押物便向賣方索償（理賠金額與保險費成正比），只需要欠債人破產（或其他合約指定情況）即可。這些合約的功能不局限於風險轉移（對沖），而是具有投機性質，例如買方可以以合約賭博某家公司快會破產一樣，即便他從未對該公司作出放債。

## 用途
就像大多數金融衍生工具一樣，信用違約交換交易；可以被投資者用作投機、對沖以及套利。

### 投機
由於信用違約交換的價差隨著金融信用下跌而上昇，而於信譽提升時下跌，所以信用違約交換容許投資者針對個體的信貸質素進行投機。假如投資者相信一家公司將會無力償還債務，那他就可以買入信用違約交換。相對地，假如他認為一家公司不太可能違約，那他就可以賣出信用違約交換。
舉例來說，一家對沖基金认为 AIG 將會無力償還債務。那它可以從花旗銀行處買入 2 年期價值 $1,000 萬美元的信用違約交換;，並以 AIG 所為參考實體，價差則為每年 500 基点（=5%）。
- 如果 AIG 真的在一年後違約，那家對沖基金需要付給花旗銀行 5%*1,000萬*1=50萬美元 的費用，但會收到 1,000 萬美元（假設回收率為 0，而且花旗銀行有足夠流動性去填補損失），从而賺取豐厚的利潤。花旗銀行及其投資者則產生了 950 萬美元的亏损，除非銀行在違約前抵銷了一部份的倉位。
- 不過，假如 AIG 沒有違約，那麼這份信用違約交換將會持續兩年，而對沖基金則合共要繳付5%*1,000萬*2=100萬美元而沒有任何回報，所以會錄得虧損。

要留意在上述情況下還存在第三種可能性；那家對沖基金可以選擇在一段時間後賣出它的倉位，從而鎖死它的利潤或損失。舉例來說：
- 一年後，市場認為 AIG 比前更有可能違約，所以它的信用違約交換的價差從 500 點「擴闊」到 1500 點。這家對沖基金可以選擇將這份保障期為一年的信用違約交換用較高的價差賣回給花旗銀行。所以在兩年裡，這家對沖基金合共付出 2 * 5% * $1,000 萬美元 = $100 萬美元，但收到 1 * 15% * $1,000 萬美元 = $150 萬美元，因而盈利 $500,000。
- 在另一個情況裡，一年後市場認為 AIG 更不可能違約，所以它的信用違約交換的價差從 500「縮窄」到 250 點。再一次，這家對沖基金決定對花旗銀行用較低價差出售這份有效期一年的金約。在兩年的期間內，這家對沖基金需要付出 2 * 5% * $1,000 萬美元 = $100 萬美元，但會收到 1 * 2.5% * $1,000 萬美元 = $25 萬美元，因而損失 $75 萬美元。相對起沒有進行第二次交易而得到的一百萬美元損失，金額比較少。

這類型的交易甚至無需長期維持。假如 AIG 的信用違約交換的價差在一天內擴闊了幾個點，這家對沖基金可以马上買入抵銷倉位的合約並在兩份合約的有效期內賺取小額的利潤。

### 避險
信用違約交換也常被用作管理持有債務的信貸風險（也就是對方違約欠款的風險）。通常地，舉例來說，企業債券的持有人可以通過買入信用違約交換來保護他們的倉位曝險（Exposure）。如果這份債券違約支付，那麼從信貸違約掉期的所得可以抵銷債券的損失。
退休基金的例子: 一家退休基金持有由 Risky Corp 發行的 $1,000 萬美元五年期債券。為了管理一旦 Risky Corp 違約欠債而損失的風險，這家退休基金從 Derivative Bank 買入承作金額 $1,000 萬美元的信用違約交換。這份信信用違約交換的價差是 2% 。為了得到這份信貸保護，這家退休基金需要每年繳付 $1,000 萬美元的 2%（$20 萬美元），或者是每季 $5 萬美元的款項，予 Derivative Bank。
- 如果 Risky Corp 到最後也沒有違約，這家退休基金在五年內每季度要繳付 $5 萬美元給 Derivative Bank 並在五年後從 Risky Corp 收回 $1,000 萬美元的本金。雖然合共支付了 $1 百萬美元的保護費用，從而減少了基金的投資回報，但是因 Risky Corp 違約而導致損失的風險也完全抵銷了。
- 假如 Risky Corp 在合約的第三年違約，退休基金將會停止繳付每季的保險金，而 Derivative Bank 則需要確保基金 $1,000 萬美元的損失得到償還。這家退休基金依舊失去三年間繳付的 $60 萬美元，但假如沒有信用違約交換交易的話損失將會是全額的 $1,000 萬美元。

### 套利
「資本結構套利」是一個利用到信用違約交換的套利策略的例子。這個技巧是基於一家公司的股價及其信用違約交換的價差應該負相關的事實；也就是說，假如一家公司的前景改善，它的股價應該上升而信用違約交換的價差應該縮緊，因為它更不可能在債務上違約。相反，如果它的前景變差，其信用違約交換的價差則會擴闊而其股價則會下降。依據這項事實的交易技巧被稱為資本結構套利，因為它利用到市場的在同一個資本結構下的不同部份的定價無效性；也就是一家公司的權益和債務間的錯價。一個套利者在某些情況下會利用信用違約交換和股票之間的價差。舉例來說，一家公司宣布利淡消息而其股價下跌 25%，但它的信用違約交換價差維持不變，那麼一個投資者可以預測信用違約交換的價差相應於股價最終會上昇。因此一個基本的策略是買進信用違約交換並同時買進股票以作對沖。這個技巧會在信用違約交換的價差相對股價擴闊時獲利，但會在信用違約交換的價差相對股價收縮而損失。
一個有趣的情況是當一家公司發生融資收購時，公司的股價及其信用違約交換的價差負相關的關係會被打破。通常融資收購會導致信用違約交換的價差擴闊，由於一大筆債務將會放進公司的帳目上。但這同時會刺激公司的股價，因為融資收購的買方通常會付出溢價。（最好的操作方法是把股票炒高然后抛售套现，信用違約交換随股价价值变化而变化，股价下跌，信用違約交換价格上涨，二次套现然后在把原来那家公司股票收购回来，接着在收回信用違約交換继续续期保费。）

## 歷史違約交易事件
- 1995年巴林銀行（Barings Bank）因為尼克·李森（Nick Leeson）在新加坡和東京股市交易市場為衍生性證券投資了賣出跨式，造成14億美金的損失，導致巴林銀行的倒閉。
- 2012年5月10日受雇於美國摩根大通銀行交易員布魯諾·邁克·伊科西爾(Bruno Michel Iksil)，因為信用違約交換指數失誤造成摩根大通銀行巨大虧損。

## 改进意见及和结合使用結構式投資工具（SIV）（英语：Structured investment vehicle）
每一份CDS最好能够标明所对应的项目和投资标物。比如一份众筹信托项目（CDO，ABS、ABN...）其中一个项目有可能发生违约风险，于是所有合伙人都同意按项目总回报率的一半（50%）作为CDS卖家的保费（每月、季度或半年、一年支付一次保费......），当然投资人也可以选择和保险公司进行结构性融资，分割部分信托或收益折价出让信托收益套现再投资（可自行设计CDS结构、保费支付方式，回报率折算、多份CDS避险对冲和套利以及设计新的计量方式......）。
如违约则对项目到期未偿付的本金进行偿付（CDS发行方则不会对CDS预期收益或现金流返还兑付，项目违约收益转移到被保险一方），当然项目发起方也可以购买一份CDS增加收入和安全性，如违约越多回报率越低，如无项目违约则按CDS发行预期回报率按期支付回报率；所以最好的办法就是购买人最好投资一份和CDS相对应的参保项目或金融资产才能避险对冲（不发生违约则双份投资收益），
项目投资发行机构最好也可以去购买一份CDS回报率可以抵扣或降低担保或保险费率，此CDS好就好在违约率和回报率成反比，违约率增加CDS收益也越来越小，收益转移到项目违约方了。要利用SIV工具完成一次资产证券化投资或资产证券化再证券化，首先必须要学会利用杠杆技术，一般基金经理或信托机构都会把投资资产进行二次、三次......通常进行5-10倍的资金杠杆化而且会找担保机构为其做流动性担保（通常为其投资总资产的10%，常备流动性资金或偿付基金）；目前对于SIV的风险主要还是在其投资的产品未来是否有足够的现金流以及风险控制措施是否到位、还有就是偿付风险（偿付时间配对）。
SIV（結構式投資工具）最基础的技术就是利用低息资金（银行）、无息资金（信用卡、商业保险浮存金）、短期商业票据或银行短期理财投资集合项目募集所需资金投资中长期高收益或有持续现金流的项目（通常为了保持充足的现金流会把资金分成N个份额投资多个项目或票据）；在投资产品偿付前三个月，基金经理通常会对一些高风险的项目避险对冲，如100W的投资项目到期前三个月会发生偿付延期，通常基金经理会再次进行募集或者把优良资产剩余时间和份额分割出来进行再融资（用于偿付到期产品或进行新一轮投资）、重新设计时间和资金投资结构并计算出最大回报率以及最优化分配未来现金流，保障其基金资产池的现金流和总体回报率稳定（如之前项目双方做了担保或买了保险又认购了CDS则可对冲，或者基金经理和项目方，想套利故意违约最好的办法就是保险机构认购一部分基金，然后把基金赚取的收益那部分基金份额留下“做空”基金，回购CDS，直到双方合作为止。）
对于SIV的融资结构设计其实也并没有统一的标准，关键还是在于资产支持管道（asset backed conduit）的设计，保证充足的现金流和增强其流动性（大额票据分成小额转让再融资）；也可以利用一些另类投资工具，比如：分级基金（上层可以用借款形式分成若干份额和下层资金量少得投资者进行再融资，用利息回报率折价再融资不断进行往返投资）、众筹融资（资金项目分成若干份，每份都包含有所有投资人的资金份额，投资N个项目，比如：10人，100W/人，10个投资项目，5个回报率10%；5个回报率20%，平均总项目回报率15%；单个项目或投资（ETF基金、私募股权、固定收益类......）可找担保方或保险公司购买财险（产品设计、费率、时间......），当然担保也可以是双向的，项目方也可以和投资方一样找担保公司或买保险（SIV项目的“资产管道”标准化后就是CDS。）
如项目方违约（会影响信誉和以后的项目发行机构的信誉评级，还是必须要找担保方或保险方增强信誉），则补足损失或偿付项目本金抵押担保物所有权自动转移至保险方，如投资人也对项目进行了投保，则保险公司有义务和责任提醒投资人如到期项目违约选择抵押品赔付还是本金偿付。